# 落合川駅
落合川駅（おちあいがわえき）は、岐阜県中津川市落合にある、東海旅客鉄道（JR東海）中央本線の駅である。

## 歴史
- 1913年（大正2年）9月10日：国有鉄道中央本線坂下 - 中津川間に落合川信号所として開設[2]。
- 1917年（大正6年）11月27日：落合川駅に昇格[2][1][3]。旅客・荷物営業のみ[3]。
- 1918年（大正7年）4月1日：貨物の取扱いを開始[2]。
- 1926年度（昭和元年度）：湯舟沢森林鉄道が駅前より神坂村味噌野まで開通。昭和37年度全廃[4]。
- 1960年（昭和35年）4月1日：貨物の取扱いを廃止[2]。
- 1975年（昭和50年）9月1日：荷物の取扱いを廃止[2]。この年、駅も無人化される[1]。
- 1987年（昭和62年）4月1日：国鉄分割民営化により、東海旅客鉄道の駅となる[2][5]。

## 駅構造
島式ホーム1面2線のみを持つ地上駅。駅舎は構内西側にあり、ホームとは跨線橋で繋がっている。中津川駅管理の無人駅。

### のりば
| 番線 | 路線        | 方向 | 行先               |
| ---- | ----------- | ---- | ------------------ |
| 1    | CF 中央本線 | 下り | 木曽福島・長野方面 |
| 2    | CF 中央本線 | 上り | 中津川・名古屋方面 |

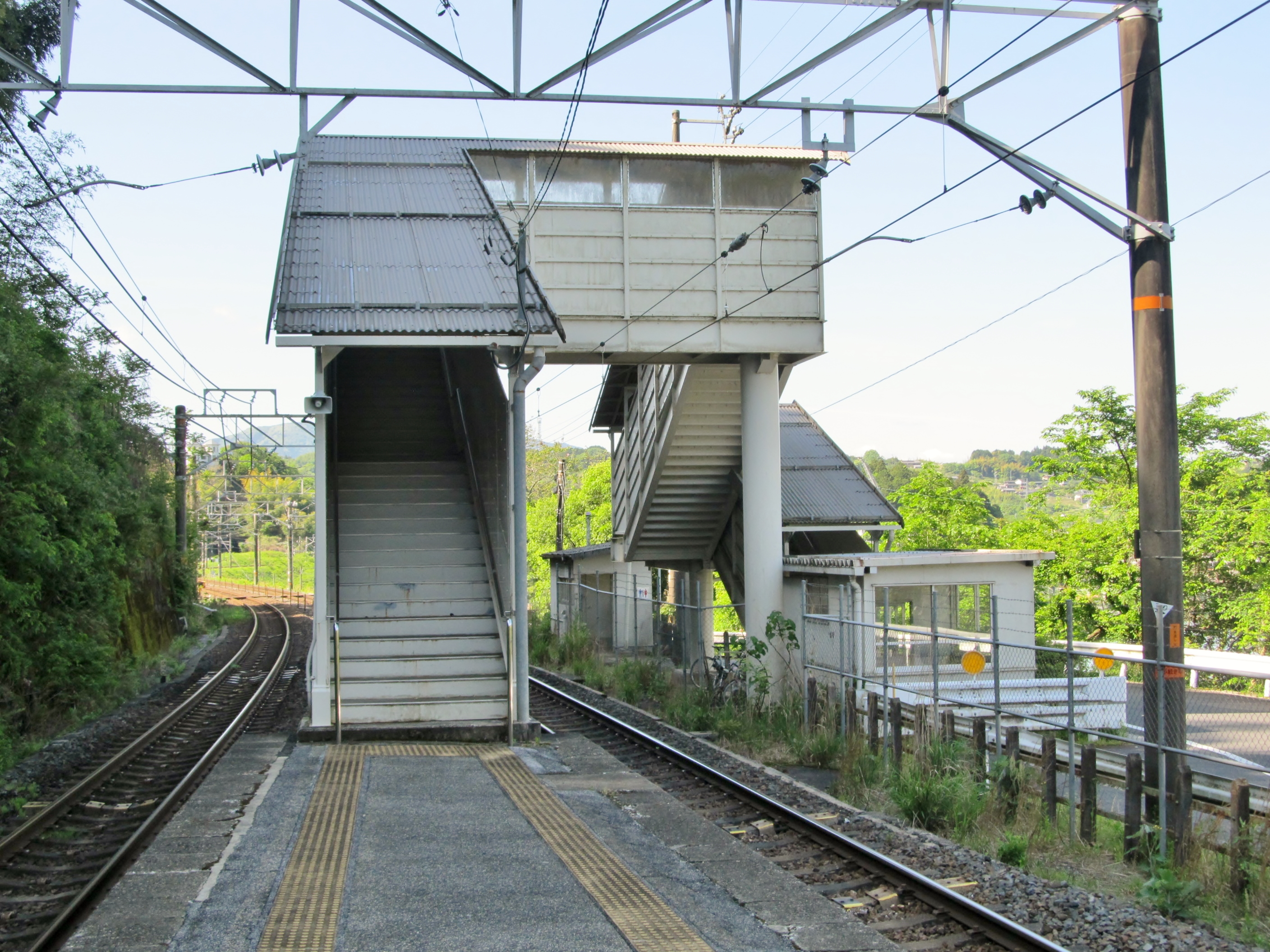
跨線橋
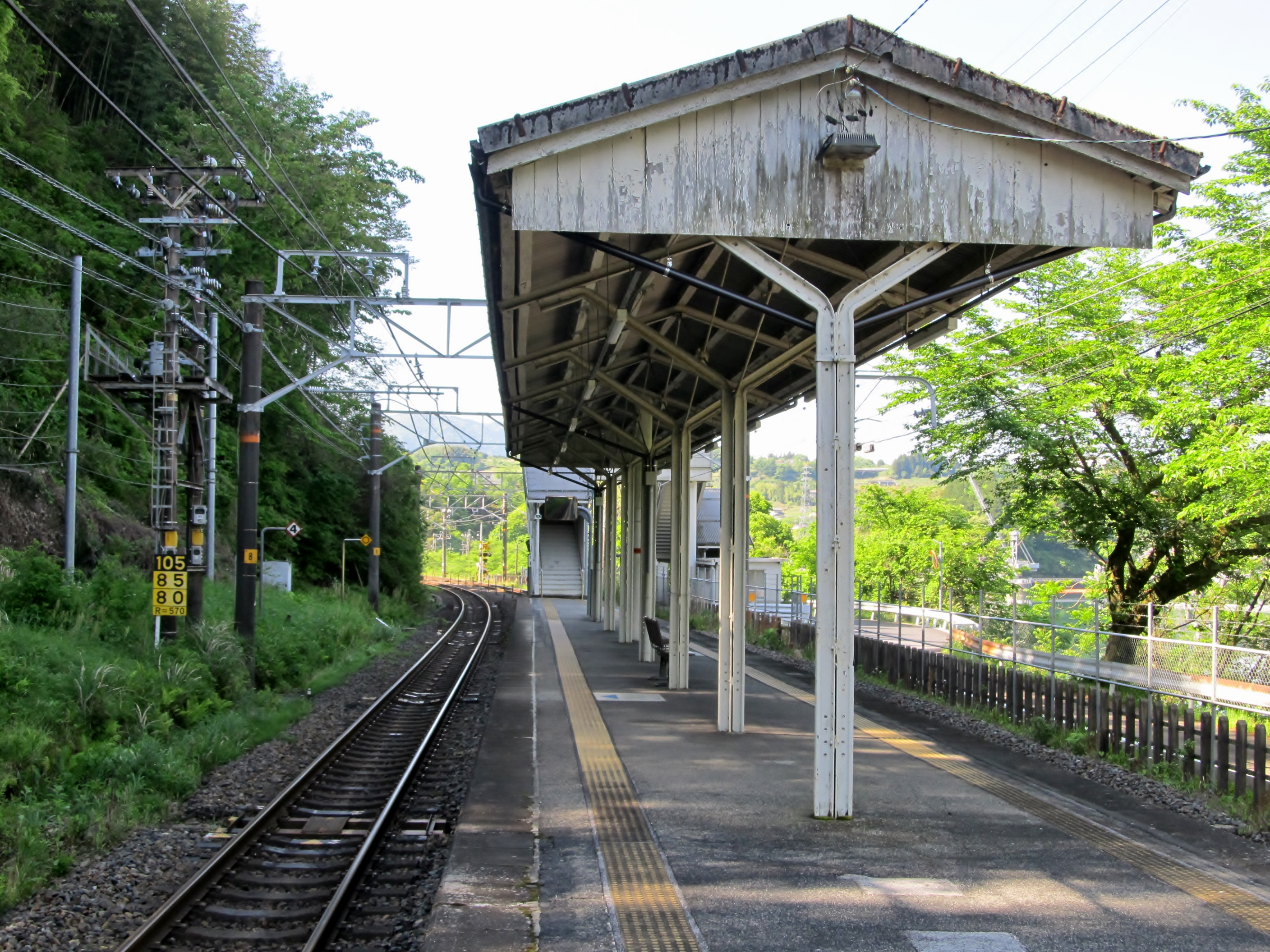
ホーム

## 駅周辺
中津川市落合地区市街地とは徒歩で10分程度離れている。木曽川沿いの駅。春にはダム湖沿いの桜が開花する。
- 関西電力落合ダム[1]
- 中津川瀬戸簡易郵便局
- 中山道落合宿[1]
- 国道19号

## 隣の駅
東海旅客鉄道（JR東海）
CF 中央本線
坂下駅 - 落合川駅 - 中津川駅 (CF19)